# 郭叔雄
郭叔雄（1934年-）臺灣工業設計先驅、臺灣第一位CIS（企業識別系統）設計師，現代工業設計家、室內設計家。

## 生平簡介
1934年郭叔雄出生於臺北。1958年畢業於臺灣師範學院（今國立臺灣師範大學）藝術系。同年1958年，郭叔雄參加CPTC 協助公賣局舉辦之「金馬」香煙包裝圖案設計比賽，獲得第二名。畢業後擔任實踐家專美術工藝科助教。
1961 年郭叔雄赴日本就讀專門學校桑澤設計研究所，次年就讀千葉大學工業意匠科，期間得到小池新二指導與評估學力，從二年級開始就讀，於1965 年畢業。千葉大學將設計課程放在工學院，開日本風氣之先。郭叔雄師長小池新二為工業設計領域專家，曾帶領日本企業家赴美國伊利諾理工學院考察工業設計對工業發展之影響；1959年小池新二受中國生產力及貿易中心（CPTC）邀請來臺考察，並於1962至1963年前撰寫「小池建議書」（Proposal fo Design Promotion），這份建議書爾後為CPTC總經理高禩瑾修正為「發展我國工業產品設計及培養該項人才方案建議」（又稱「CPTC建議書」），成為臺灣推動工業設計之濫觴。
1964年王永慶在經合會李國鼎的鼓吹下，響應CPTC建議書成立明志工專（今明志科技大學），並設立臺灣第一所五專部工業設計科。1966年郭叔雄赴美國紐約普瑞特藝術學院進修，同年回國任教明志工專工業設計科。1967年獲獎學金赴西德艾森邦 ‧ 福克旺設計學校（Folkwangschule für Gestaltung in Essen）進修 。1968年回國後先後任教於明志工專工業設計科、東海大學建築系與淡江大學，為臺灣第一代工業設計教師。
郭叔雄任教明志工專期間，向王永慶建議設計台塑關係企業的商標獲得同意，他以波浪造型為外框，內設各個企業個別商標，作為整體系統設計，各標誌可單獨存在，亦可集合成企業體，此CIS系統為臺灣第一套完整的CIS。